# Cleonésio Carlos da Silva
Cleonésio Carlos da Silva, mais conhecido como Da Silva (Ibirité, 12 de abril de 1976), é um ex-futebolista brasileiro que atuava como atacante.

## Carreira
Pelo Cruzeiro, conquistou a Copa Libertadores de 1997 e o Bicampeonato Mineiro em 1996 e 1997.
Em 1998, foi para a Portuguesa.
Em julho de 2007, foi contratado pelo Sport Recife.
No inicio de 2010, foi contratado pelo Criciúma.

## Títulos
Cruzeiro
- Campeonato Mineiro[6]: 1996, 1997
- Copa do Brasil: 1996[6]
- Copa Libertadores da América: 1997[3][4]

Goiás
- Copa Centro-Oeste: 2001